# Nul poisson où aller (film)
Pour plus de détails, voir Fiche technique et Distribution.
Nul poisson où aller (anglais : No Fish Where to Go) est un court métrage québécois d'animation de Nicola Lemay et Janice Nadeau sorti en 2014. Marie-Francine Hébert signe le scénario inspiré de son livre de même nom de 2003, illustré par Janice Nadeau, qui a gagné le Prix du Gouverneur général : littérature jeunesse de langue française - illustration. Un conte moderne sur l’intolérance et les conséquences de la guerre, avec musique par Jorane, le film est une production de l'Office national du film du Canada,

## Synopsis
Une amitié unit deux petites filles de clans opposés dans un village où les tensions montent. Un matin, la famille d'une des filles est forcée de quitter la maison. La petite fille a à peine le temps de récupérer son poisson de compagnie avant que des assaillants armés séparent les hommes des femmes et des enfants. Et ainsi commence le long et douloureux voyage de la fille alors qu'elle cherche un abri pour elle-même, sa mère et son poisson. Grâce à l'amitié entre les deux filles, la vie du poisson est sauvée. Mais pour la famille, l'exode interminable continue.

## Distinctions
- Prix Fipresci, lors de sa première mondiale au Festival international du film d'animation d'Annecy en juin 2014[4]
- Grand prix international, International Animation Film Festival Tindirindis, 2016, Lituanie
- 2nd Prize, Animated Short Film, Chicago International Children's Film Festival (en), 2014
- Japan Foundation President's Prize, Japan Prize (en), Tokyo, 2014
- Nomination, Prix Jutra du meilleur court ou moyen métrage d’animation, 2015[5]